# Res publica
Res publica is een Latijnse term die letterlijk publieke zaak betekent en verschillende betekenissen heeft, alle met betrekking op de staat. Het woord republiek is hier van afgeleid.

## Betekenissen

### Publieke zaak
In de letterlijke betekenis van publieke zaak staat het voor zaken die behoren tot een grote groep mensen, dit in tegenstelling tot res privata of privé-eigendom.

### Staat
Alle publieke zaken bij elkaar genomen laten overeenkomen met het begrip staat of staatswezen, wat voor de Romeinen overeenkwam met het Imperium Romanum, waarbij gemenebest wel wordt gezien als meest neutrale vertaling. In engere zin werd het ook wel gebruikt voor de Romeinse Republiek, de periode tussen het Romeins Koninkrijk en het Romeinse Keizerrijk.

### Staatszaken
Res publica werd meer specifiek ook gebruikt voor het bestuur en leiding van de staat en het bedrijven van politiek, waarmee het overeenkwam met het Griekse begrip politeia.

### Schatkist
Een andere betekenis van res publica was het vermogen van de staat.

### Staatsbelang
In deze betekenis is het welzijn van de staat richtinggevend, niet het belang van de leden van een klasse of een enkel persoon.

### Tijdschrift
Res Publica, politiek tijdschrift van de Lage Landen met zowel wetenschappelijke als opiniërende artikels waarin academische politicologen en politici stelling innemen over actuele dossiers.